# رباط بستك

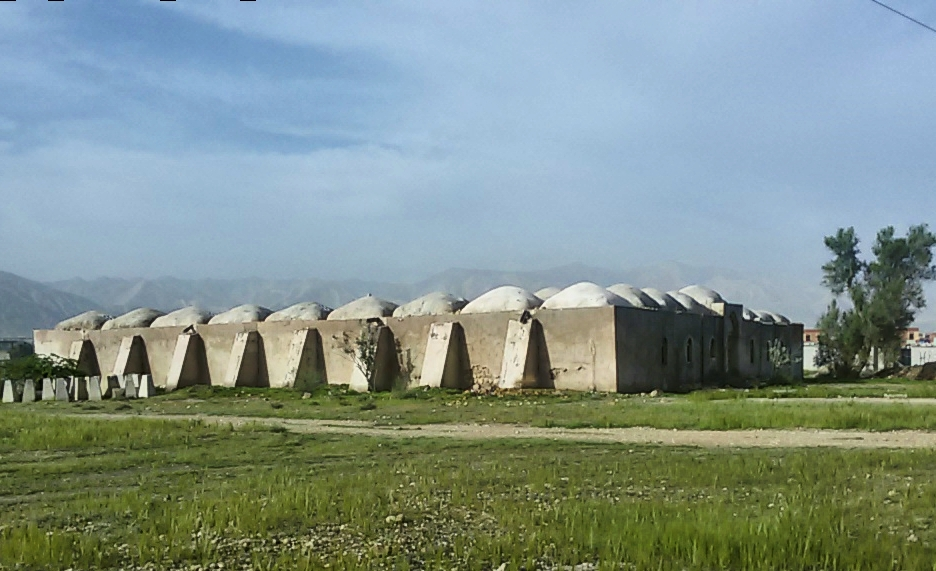

 رباط بستك  (بالفارسية: کاروانسرای بستک ). الربط (كاروانسرا) بيت للمسافرين والقوافل على الطرقات البعيدة. يقع في  مقاطعة بستك  (بالفارسية: شهرستان بستک) هي إحدى مقاطعات في
محافظة هرمزغان في جنوب إيران. مركز مقاطعة بستك هو مدينة بستك.

## کاروانسرا
« کاروانسرا » أو « الخان » و هو  الرُبـّط  ،هي كلمة أعجمية تدل على الفندق في عصرنا الحديث، وهي موضع راحة المسافرين، ومن الخانات المشهورة خان مرجان قرب جامع مرجان في بغداد.

## وصلات خارجية
- التقسيمات الادارية لمحافظة هرمزغان

1. 1 2 3 4  "Wiki Loves Monuments monuments database". 2 نوفمبر 2017.
2. 1 2 3 4 5  وصلة مرجع: https://iranarchpedia.ir/entry/17482.
3. 1 2 3 4 5  وصلة مرجع: https://whc.unesco.org/en/list/1668/maps/.
4. 1 2 3 4 5 6 7  وصلة مرجع: https://www.chtn.ir/news/14000808395554.